# Wahlbezirk Österreich unter der Enns 44
Der Wahlbezirk Österreich unter der Enns 44 war ein Wahlkreis für die Wahlen zum Abgeordnetenhaus im österreichischen Kronland Österreich unter der Enns. Der Wahlbezirk wurde 1907 mit der Einführung der Reichsratswahlordnung geschaffen und bestand bis zum Zusammenbruch der Habsburgermonarchie.

## Geschichte
Nachdem der Reichsrat im Herbst 1906 das allgemeine, gleiche, geheime und direkte Männerwahlrecht beschlossen hatte, wurde mit 26. Jänner 1907 die große Wahlrechtsreform durch Sanktionierung von Kaiser Franz Joseph I. gültig. Mit der neuen Reichsratswahlordnung schuf man insgesamt 516 Wahlbezirke, wobei mit Ausnahme Galiziens in jedem Wahlbezirk ein Abgeordneter im Zuge der Reichsratswahl gewählt wurde. Der Abgeordnete musste sich dabei im ersten Wahlgang oder in einer Stichwahl mit absoluter Mehrheit durchsetzen. Der Wahlkreis Österreich unter der Enns 44 umfasste die Gerichtsbezirke Tulln, Atzenbrugg und Neulengbach.
Aus der Reichsratswahl 1907 ging Josef Scheicher (Christlichsoziale Partei) mit 78 Prozent der Stimmen im ersten Wahlgang als Sieger hervor. Scheicher konnte sein Mandat bei der Reichsratswahl 1911 mit 60 Prozent in der Stichwahl gegen einen christlichsozialen Gegenkandidaten verteidigen.

## Wahlen

### Reichsratswahl 1907
Die Reichsratswahl 1907 wurde am 14. Mai 1907 (erster Wahlgang) durchgeführt. Die Stichwahl entfiel auf Grund der absoluten Mehrheit von Josef Scheicher im ersten Wahlgang.
| Kandidat                                                                     | Partei                                   | Wahlkreis- stimmen | Stimmen- anteil |
| ---------------------------------------------------------------------------- | ---------------------------------------- | ------------------ | --------------- |
| Josef Scheicher                                                              | Christlichsoziale Partei                 | 6871               | 78,4 %          |
| Franz Hochrieder                                                             | Christlichsozialer Kandidat              | 795                | 9,1 %           |
| Josef Maar                                                                   | Sozialdemokratische Arbeiterpartei       | 582                | 6,6 %           |
| Dörfler                                                                      | Deutsche Volkspartei                     | 160                | 6,6 %           |
|                                                                              | deutsch-fortschrittlicher Kandidat       | 82                 | 0,9 %           |
|                                                                              | deutsch-nationaler/alldeutscher Kandidat | 63                 | 0,7 %           |
| Sonstige                                                                     |                                          | 210                | 2,4 %           |
| Wahlberechtigte: 9531, Ungültige/Leere Stimmen: 272, Wahlbeteiligung: 94,8 % |                                          |                    |                 |

### Reichsratswahl 1911
Die Reichsratswahl 1911 wurde am 13. Juni 1911 (erster Wahlgang) sowie am 20. Juni 1911 (Stichwahl) durchgeführt.

#### Erster Wahlgang
| Kandidat                                                                     | Partei                               | Wahlkreis- stimmen | Stimmen- anteil |
| ---------------------------------------------------------------------------- | ------------------------------------ | ------------------ | --------------- |
| Josef Scheicher                                                              | Christlichsoziale Partei             | 4322               | 49,8 %          |
| Karl Lechner/ Franz Hochrieder                                               | Weitere Christlichsoziale Kandidaten | 3111               | 35,8 %          |
| Anton Hauschka                                                               | Sozialdemokratische Arbeiterpartei   | 918                | 10,6 %          |
|                                                                              | deutsch-nationaler Kandidat          | 62                 | 0,7 %           |
|                                                                              | deutsch-freiheitlicher Kandidat      | 53                 | 0,6 %           |
|                                                                              | Deutsche Volkspartei                 | 33                 | 0,4 %           |
| Sonstige                                                                     |                                      | 180                | 2,1 %           |
| Wahlberechtigte: 9569, Ungültige/Leere Stimmen: 371, Wahlbeteiligung: 94,6 % |                                      |                    |                 |

#### Stichwahl
| Kandidat                                                               | Partei                   | Wahlkreis- stimmen | Stimmen- anteil |
| ---------------------------------------------------------------------- | ------------------------ | ------------------ | --------------- |
| Josef Scheicher                                                        | Christlichsoziale Partei | 4875               | 60,2 %          |
| Karl Lechner                                                           | Christlichsoziale Partei | 3227               | 39,8 %          |
| Wahlberechtigte: 9569, Ungültige Stimmen: 804, Wahlbeteiligung: 93,7 % |                          |                    |                 |